# K-Swiss

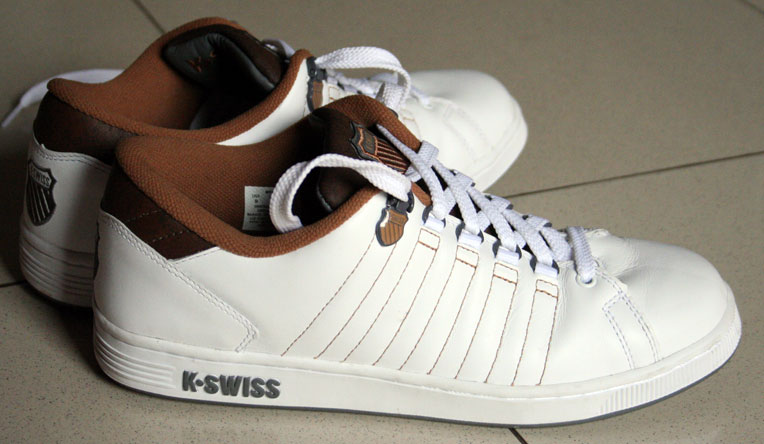
Schuhe von K-Swiss

K-Swiss, Inc. (Eigenschreibweise auch K•Swiss) ist ein Schuh- und Sportbekleidungshersteller aus dem US-Bundesstaat Kalifornien. Das Unternehmen entwirft, entwickelt und vermarktet eine Reihe von Schuhen; von Sportschuhen bis zu Sneakern.

## Geschichte
K-Swiss wurde 1966 in Los Angeles von den Schweizer Brüdern Art und Ernie Brunner gegründet, die sich für Tennis interessierten. Nachdem sie in die Vereinigten Staaten eingewandert waren, brachten sie einen vollständig aus Leder bestehenden Tennisschuh auf den Markt.
Zunächst importierte das Unternehmen „Brunner Enterprises“ Tennisschuhe der Marke Künzli aus ihrer Schweizer Heimat. Die Neuheit mit der 5-Streifen-Schnürung und ganz aus Leder war erfolgreich. 1972 wurde das Unternehmen in K-Swiss umbenannt, wenig später die Produktion eigenorganisiert. 1978 übernahm ihre Schwester Elsie Bianchi Brunner gemeinsam mit ihrem Mann die Leitung der Fabrik.
Im Jahr 1985 versuchte Steven Nichols, der bei Stride Rite Corporation arbeitete, seine Vorgesetzten zu überzeugen, K-Swiss zu kaufen, hatte jedoch keinen Erfolg. Daher trieb er selbst eine Gruppe von Investoren auf, die das Unternehmen 1987 für 20 Millionen Dollar kauften. Nichols bezeichnete das klassische K-Swiss-Modell mit weißen Streifen auf braunem Leder als einen „Schuh der 50er Jahre“.
In den 1990er Jahren erweiterte Steven Nichols den Marketing-Etat von K-Swiss. Durch die Werbemaßnahmen stieg die Popularität von K-Swiss stark an. Die Marke ist eine der führenden in der Fußbekleidungsbranche.
2005 erzielte K-Swiss einen Umsatz von 500 Millionen US-Dollar. Das Unternehmen wächst weltweit und hat 2006 in Europa mehr als 100 Millionen US-Dollar eingenommen. Steven Nichols besitzt etwas mehr als 22 Prozent der K-Swiss-Aktien, sein Sohn David ist seit 1995 stellvertretender Vorstandsvorsitzender.
Am 17. Januar 2013 gab das südkoreanische Unternehmen E-Land bekannt, dass es für 200 Billionen Won (ca. 189 Millionen US-Dollar) K-Swiss übernehmen wird. Am 30. April 2013 wurde die Übernahme vollzogen.
Im Jahr 2019 wurde E-Land mit den Marken K-Swiss, Palladium und Supra vom chinesischen Sportartikel-Konzern Xtep übernommen.